# Сучавські підробки
Сучавські підробки — назва в нумізматичній літературі фальшивих монет, які випускалися у другій половині XVII ст. у Сучаві (звідси і назва) з відома молдовських господарів і призначалися для ввозу на ринки Речі Посполитої (в тому числі України) та сусідніх земель. Інша назва — «валаські шилінги».
Про величезний розмах їхнього виробництва свідчать численні знахідки Сучавських підробок — як поодиноких екземплярів, так і в скарбах другої половини XVII — початку XVIII ст. Лише на землях Корони сучавських підробок виявлено на 12 мільйонів злотих. Сучавські підробки завдали величезних збитків грошовому господарству Речі Посполитої, у тому числі й України. Уже тоді було встановлено, що підробки надходять із території сусіднього Молдавського князівства. Залишалися в обігу до 1760-х років, по вартості прирівнювалися до польських та литовських мідних солідів — боратинок.
Під час розкопок на початку XX ст. у Сучавському замку виявлено сліди монетарні та близько 3 тисяч підробок на різній стадії виготовлення. Сучавська монетарня випускала свою продукцію за господаря Істратія Дабіжі (1661–1665), можливо, й за наступників: О. Іліяша (1666–1668) та Георге ІІІ Дуки (1668–1672). Підроблялися переважно білонні соліди (шеляги) Швеції та її прибалтійських володінь (випускалися за правління Густава ІІ Адольфа, Кристіни, Карла X Густава, Карла XI), карбовані на шведських та ризькій монетарнях, а також польські й литовські шеляги Яна II Казимира та прусські шеляги Фрідріха Вільгельма. Підроблені монети відрізнялися від справжніх примітивнішим зображенням, помилками у легендах та роках емісії (часто зустрічаються «посмертні» випуски), дзеркальним нанесенням цифр і букв тощо. Не виключено, що в Сучаві випускали й інші типи фальшивих монет, зокрема, шведські драйпелькери (півтораки).